# Skoltidning
Skoltidning är en lokal tidning som ofta ges ut i liten upplaga på den egna skolan, ofta skriven av elever på skolan. Ibland görs tidningen som skolämne (på vissa gymnasier ett så kallat individuellt val). Skoltidningar som inte har någon bindning till skolledning kallas ofta elevtidning. Den nationella intresseorganisationen för skoltidningar och ungdomsmedier i Sverige heter Ung Media.
"Jag tror att grundproblemet är att unga journalister som jobbar på skoltidningar inte ses som riktiga

journalister på riktiga tidningar. Vill man att unga ska fostras, som det ju faktiskt heter i skolplanen,

till demokratiskt tänkande och aktiva samhällsmedborgare så är det så klart viktigt att unga medie-

producenter har samma rättigheter och ansvar som de etablerade medierna."

—Anna Erlemark, Ung Media, 2011
Elevstyrda skoltidningar (i Sverige 2011 ca 30 stycken) har samma grundlagsskyddade rättigheter enligt Tryckfrihetsförordningen som etablerade medier. Ung Media har trots detta uppmärksammat flera överträdelser av redaktioners rättigheter: tidningsredaktioner som har fått sin post öppnad, förhandsgranskning, censur och efterforskning av källor. Ofta har det handlat om en rädsla för att tidningen ska provocera eller skriva om känsliga ämnen.
2011 uppmärksammades att Katedralskolans rektor i Uppsala, i strid mot Tryckfrihetsförordningen, hösten 2009 hade kränkt skolans tidning Pegasens grundlagsskyddade rättigheter genom att stoppa försäljningen och bett att i fortsättningen få förhandsgranska tidningen med anledning av en följetong i form av en satirisk deckare där skolans studierektor blev mördad, något rektorn menade hade upplevts som hotfullt och som rektorn ansåg inte såg bra ut för skolan. Följetongen lades ned och en ursäkt publicerades av tidningen, men redaktionen hävdade sin rätt att inte förhandsgranskas eller stoppa försäljningen.